# Kulturteologi
Kulturteologi är ett teologiskt ämne som undersöker kultur. Den ligger nära kulturfilosofi, men är mera intresserad av existens och andlighet inom kultur.
Viktiga kulturteologer är bland annat Paul Tillich och H. Richard Niebuhr.